# Leonie Dirks
Leonie Dirks (* 1983) ist eine deutsche politische Beamtin. Sie ist seit 2022 als Ministerialdirektorin die Amtschefin im Ministerium für Soziales, Gesundheit und Integration Baden-Württemberg.

## Leben
Dirks wuchs in Ravensburg auf und legte am dortigen Welfen-Gymnasium 2003 ihr Abitur ab. Anschließend studierte sie European Studies an der Universität Passau. Daraufhin absolvierte sie den Studiengang Public Policy an der Hertie School of Governance und schloss ihn mit dem Master ab. Von 2009 bis 2010 arbeitete sie als Referentin im Bundesministerium für Gesundheit. 2011 war sie kurzzeitig als Büroleiterin und wissenschaftliche Mitarbeiterin tätig. Von 2011 bis 2016 war sie als parlamentarische Beraterin für die Fraktion Bündnis 90/Die Grünen im Landtag von Baden-Württemberg tätig. Von 2016 bis 2022 leitete sie die Zentralstelle im Ministerium für Soziales, Gesundheit und Integration Baden-Württemberg.
Am 1. Februar 2022 wurde Dirks zur Ministerialdirektorin und Amtschefin unter Minister Manfred Lucha (Bündnis 90/Die Grünen) im Ministerium für Soziales, Gesundheit und Integration Baden-Württemberg ernannt.

## Privates
Dirks lebt mit ihrer Familie in Reutlingen und ist Mutter einer Tochter.